# Каменна Рикса
Каменна Рѝкса е село в Северозападна България. То се намира в община Георги Дамяново, област Монтана.

## География
Население – 146 жители (2012).

## История
На 2 км северно от селото се намира местността Градището с останки от голяма Римска крепост. Правейки заключение по намерените артефакти и фрагменти от битова и строителна керамика Георги Александров датира съществуването и през 2-5 век. Това е най-голямата по площ крепост от Римската епоха в региона. Преди селото от посока село Чемиш от двете страни на малката рекичка се намират фрагменти от битова керамика датирана от 3-4 век.
След Белоградчишкото въстание през 1850 г. в селото е построен чифлик на турски бей от албански произход. Същият тероризирал населението и бил убит от четата на Панайот Хитов при преминаването ѝ през селото през 1863 г.

## Редовни събития
В последната неделя на август се празнува съборът на село Каменна Рикса.

## Други
Остров Рикса край остров Гринуич, Южни Шетландски острови е наименуван в чест на селата Каменна Рикса и Долна Рикса.